# Sound Elixir
Sound Elixir — четырнадцатый студийный альбом шотландской рок-группы Nazareth, вышедший в 1983 году.

## Об альбоме
Контракт Nazareth с лейблом A&M Records завершился в 1982 году, и музыканты заключили соглашение с MCA Records. С MCA коллектив записал новый альбом, который был издан в 1983 году. Как отмечал Джейсон Андерсон из Allmusic, группа отдалилась от звучания работ 70-х годов как в музыкальных предпочтениях, так и в техническом и артистическом планах. Также, представленный материал был записан в угоду коммерции. Тем не менее, как и на любом альбоме Nazareth, на Sound Elixir есть великолепные композиции, которые могут понравиться фанатам. По мнению критика, диск неплох, а наиболее яркими номерами на нём стали «Why Don’t You Read the Book» и «Rain on the Window».
Дэн Маккаферти: «Сделано в Ванкувере, с Каллэмом Малкамом (клавишные/юмор). Славные песни для гульбищ».
В норвежском хит-параде пластинка достигла восьмой позиции. В Германии Sound Elixir поднялся до 52 позиции.

## Список композиций
Все тексты написаны Питером Эгнью, Мэнни Чарлтоном, Дэном Маккаферти, Дэрелом Свитом, Билли Рэнкином.
| №   | Название                      | Длительность |
| --- | ----------------------------- | ------------ |
| 1.  | «All Nite Radio»              | 4:07         |
| 2.  | «Milk and Honey»              | 4:04         |
| 3.  | «Whippin’ Boy»                | 4:41         |
| 4.  | «Rain on the Window»          | 4:21         |
| 5.  | «Backroom Boys»               | 3:19         |
| 6.  | «Why Don’t You Read the Book» | 3:42         |
| 7.  | «I Ran»                       | 4:26         |
| 8.  | «Rags to Riches»              | 3:22         |
| 9.  | «Local Still»                 | 3:29         |
| 10. | «Where Are You Now»           | 3:53         |

## Участники записи
Nazareth
- Дэн Маккаферти — вокал
- Дэрел Свит — ударные
- Питер Эгнью — бас-гитара
- Мэнни Чарлтон — гитара
- Билли Рэнкин — клавишные, гитара, вокал

А также
- Кэлум Мальком — клавишные, звукорежиссёр
- Артур Уард — арт-директор, обложка альбома
- Мэттью Куртис — обложка альбома